# Ван Хунцзюй
Ван Хунцзю́й (род. в окт. 1945, Чунцин), в 2002-2009 годах мэр Чунцина, член ЦК КПК (2007-2012, кандидат с 2002 года).
Член КПК с февраля 1979 года, член ЦК КПК 17 созыва (кандидат 16 созыва).

## Биография
Окончил математический факультет Сычуаньского университета (1968).
Сразу после окончания университета начал трудовую деятельность на баритовой шахте в Чунцине.
С 1979 года на партработе, с 1985 года — в провинции Сычуань.
С 1996 года вновь в Чунцине — член посткома горкома КПК, с 1997 года вице-мэр и замглавы горкома КПК, в 2002—2009 годах мэр Чунцина.
Затем зампред Комитета по охране окружающей среды и природных ресурсов ВСНП, вплоть до настоящего времени (2013).
«The Epoch Times» (дек. 2012) указывала его покровителем бывшего главу Чунцинского горкома КПК (1999—2002) Хэ Гоцяна (достигшего впоследствии высших партийных высот вплоть до членства в Посткоме Политбюро ЦК КПК), также отмечая, что его, Ван Хунцзюя, защищал (см. далее) Ван Ян (глава Чунцинского горкома КПК в 2005—2007 годах): по утверждению «The Epoch Times», в 2009 году в Чунцине в разгар кампании тогдашнего главы горкома КПК Бо Силая по «борьбе с мафией», Ван Хунцзюй стал её мишенью, конечной же целью удара по нему являлся Хэ Гоцян.